# Венцислав Антонов
Венцислав Антонов е български икономист и финансист.
Роден е през 1955 година в София. Завършва международни икономически отношения във Висшия икономически институт „Карл Маркс“ (ВИИ) и математика в Софийския университет. От 1981 до 1990 година работи в Лабораторията по макроикономически анализи и прогнози на ВИИ и в Центъра по външна търговия и конюнктура на международните пазари при Министерството на външната търговия. След това е съветник на президента Желю Желев, а през 1991 година инициира създаването на Агенция за икономическо програмиране и развитие, която оглавява до 1994 година. През този период играе активна роля в излизането от Българската дългова криза. През 1994 – 2001 година участва в управителния съвет на „Булбанк“ и за известно време е изпълнителен директор на нейната дъщерна Корпоративна търговска банка.
Венцислав Антонов умира на 10 октомври 2014 година.